# Dulcine
Pour l'hérésiarque, voir Dulcin.
La dulcine (4-éthoxyphénylurée) est une molécule de synthèse qui a été utilisée comme édulcorant dans plus de 50 pays pendant plus de 50 ans avant d'être bannie par la FDA. Elle est toujours interdite à la consommation.

## Histoire
Elle a été découverte en 1884 par Joseph Berlinerbau et est le second édulcorant artificiel découvert après la saccharine.
Dès que les premiers tests médicaux montrèrent l'innocuité de cette urée pour la consommation humaine, elle fut considérée comme l'édulcorant idéal pour les diabétiques. Elle fut industriellement produite comme édulcorant de table aux États-Unis d'Amérique en 1891. 
Après que plusieurs études ont mis en valeur les propriétés carcinogènes de la dulcine chez les animaux (cancer du foie et de la vessie chez le rat), la FDA a mis en doute son innocuité pour l'homme et a donc banni son utilisation en 1950,.
Le panel d'experts de la FAO/WHO, le JECFA, a réitéré en 1976 que la dulcine ne doit pas être utilisée comme additif alimentaire et n'a pas défini de DJA.

## Structure et propriétés
La dulcine est un composé artificiel (non trouvé dans la nature) de formule C9H12N2O2.
Elle se présente comme des aiguilles brillantes de saveur très sucrée. 

### Propriétés physiques
Le point de fusion de la dulcine est de 173,5 °C. 
La dulcine est soluble dans 800 parties d'eau froide, dans 50 parties d'eau bouillante et dans 25 parties d'alcool.

### Propriétés chimiques
La dulcine se décompose sous la chaleur dans l'eau et s'hydrolyse dans une solution de 0,1 N d'acide acétique.

## Précaution
L'ingestion chez l'adulte de 20-40 g de dulcine provoque nausée, méthémoglobinémie avec cyanose et hypotension artérielle.

### Toxicité
La dulcine a une DL50 sur des chiens de 1,0 g·kg-1 de masse corporelle, de 3,2 g·kg-1  chez le rat (oral) et de 0,7 g·kg-1 chez la souris (oral) ce qui en fait une molécule hautement toxique.

## Édulcorant
La dulcine a un pouvoir sucrant d'environ 250 (à poids égal). Son pouvoir sucrant est amplifié en association avec la saccharine, cependant l'effet est moins important que celui entre l'aspartame et l'acésulfame K,. 